# Thouarsais-Bouildroux
Thouarsais-Bouildroux era una comuna francesa que estaba situada en el departamento de Vandea, de la región de Países del Loira, que el 1 de enero de 2024 pasó a formar parte de la comuna nueva de Rives-du-Fougerais como comuna delegada.

## Historia
Fue creada en 1827 con la unión de las comunas de Bouildroux y Thouarsais.

## Demografía
| Gráfica de evolución demográfica de Thouarsais-Bouildroux entre 1831 y 2021 |
|                                                                             |

Los datos demográficos contemplados en este gráfico de la comuna de Thouarsais-Bouildroux se han cogido de 1831 a 1999 de la página francesa EHESS/Cassini, y los demás datos de la página del INSEE.